# 墨尔根至漠河古驿站驿道
墨尔根至漠河古驿站驿道位于黑龙江省大兴安岭地区呼玛县、塔河县、漠河市，黑河市嫩江县。墨尔根是嫩江县的古称，墨尔根至漠河古驿站驿道是全长七百多公里的墨尔根古驿站驿道的一部分，在今嫩江县境内的是它的头站至十站，共计二百六十一公里。
2013年3月，中国国务院公布为第七批全国重点文物保护单位（古遗址）。